# Immenreuth
Immenreuth – miejscowość i gmina w Niemczech, w kraju związkowym Bawaria, w rejencji Górny Palatynat, w regionie Oberpfalz-Nord, w powiecie Tirschenreuth. Leży około 33 km na zachód od Tirschenreuth, przy linii kolejowej Monachium - Norymberga - Berlin. W miejscowości znajduje się SOS Wioska Dziecięca "Oberpfalz".
1 stycznia 2017 do gminy przyłączono 1,05 km² pochodzące z dzień wcześniej rozwiązanego obszaru wolnego administracyjnie Lenauer Forst oraz 0,02 km² z gminy Kulmain.

## Dzielnice
W skład gminy wchodzą następujące dzielnice: Gabellohe, Zweifelau, Haid am Forst, Tiefenlohe, Plößberg, Ahornberg, Schadersberg, Katzenöd, Punreuth, Döberein, Herzogshut, Poppenberg, Günzlas, Königskron, Hölzlmühle, Hoflohe